# Шасми
Шасми́ (фр. Chassemy) — коммуна во Франции, находится в регионе Пикардия. Департамент коммуны — Эна. Входит в состав кантона Фер-ан-Тарденуа. Округ коммуны — Суасон.
Код INSEE коммуны — 02167.

## Население
Население коммуны на 2010 год составляло 803 человека.
| 1962 | 1968 | 1975 | 1982 | 1990 | 1999 | 2010 |
| ---- | ---- | ---- | ---- | ---- | ---- | ---- |
| 443  | 459  | 455  | 588  | 674  | 709  | 803  |

## Экономика
В 2010 году среди 506 человек трудоспособного возраста (15—64 лет) 370 были экономически активными, 136 — неактивными (показатель активности — 73,1 %, в 1999 году было 65,0 %). Из 370 активных жителей работали 327 человек (188 мужчин и 139 женщин), безработных было 43 (20 мужчин и 23 женщины). Среди 136 неактивных 41 человек были учениками или студентами, 42 — пенсионерами, 53 были неактивными по другим причинам.